# 柳井町
柳井町（やないちょう）は、山口県玖珂郡にあった町。現在の柳井市の中心部にあたる。

## 地理
- 海洋 ： 周防灘
- 山岳 ： 琴石山、三ヶ岳
- 河川 ： 土穂石川

## 歴史
- 1905年（昭和38年）1月1日 - 柳井村・柳井津町・古開作村が合併して柳井町が発足。
- 1947年（昭和22年）12月5日 - 昭和天皇の戦後巡幸。お召し列車が柳井駅に5分間停車し、駅前奉迎が行われる[1]。
- 1954年（昭和29年）3月31日 - 日積村・新庄村・余田村・伊陸村と合併して柳井市が発足。同日町廃止。

## 町長
- 小田伴輔

## 交通

### 鉄道路線
- 日本国有鉄道
  - 山陽本線
    - 柳井港駅 - 柳井駅

### 道路
- 国道188号